# Asgard
En la mitologia germànica, l'Asgard (en nòrdic antic Ásgarðr o Ásgárðr) és el món on viuen els déus de la nissaga dels Aesir, a diferència del Midgard, el món dels humans, i el Jotunheim, el món dels gegants. Aquest món, de la mateixa manera que la resta de mons de la cosmologia germànica, està connectat amb les branques i les arrels de l'arbre còsmic de l'Yggdrasil. L'Asgard connecta amb el Midgard pel Bifrost i de la seva protecció se n'encarreguen una muralla feta amb les celles d'Ymir i el déu Heimdall.
L'Asgard és una fortalesa gegantina i resistent, un paradís celestial, el cor del qual es troba al Grimnismal, el lloc on es troben els dotze palaus dels déus. Les dotze fortaleses celestials estan fetes d'or i pedres precioses i les reixes de llances d'or. Les parets i els terres també estan banyats d'or i els sostres estan fets amb els lluents escuts dels einherjar. Dins d'aquesta fortalesa no s'hi pot comptar la llar de Thor, el Thrudheim («Llar de la força»), ja que es troba massa a prop de la terra i del Bifrost, i per això fa de frontera entre l'Asgard i el Midgard.

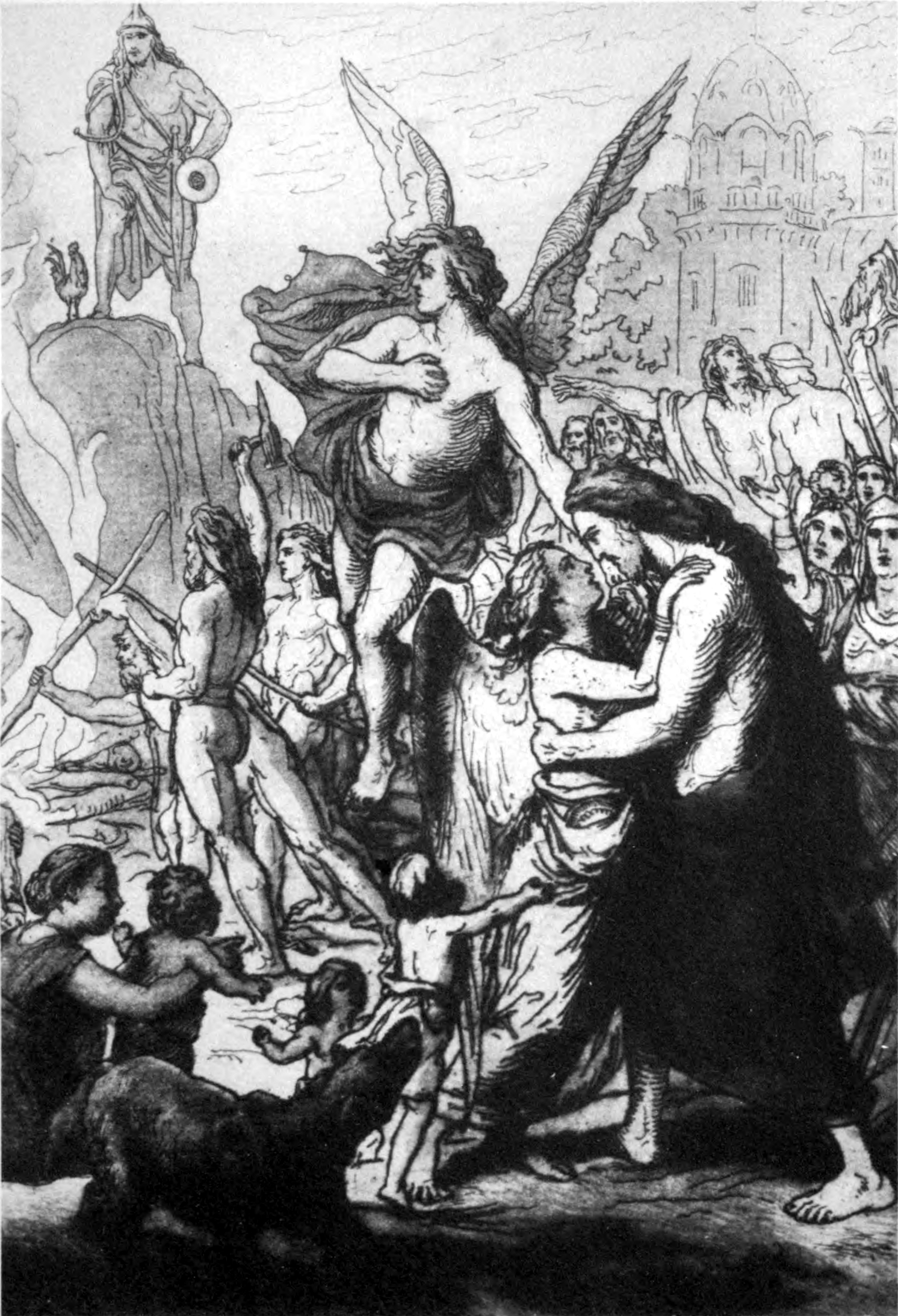
Idun és portat a l'Asgard

Les muralles de l'Asgard van ser construïdes pel gegant picapedrer Hrimthur. Com a compensació, volia prendre a Freya com a muller i tenir el sol i la lluna. El déus, seguint el consell de Loki, li van donar un termini molt curt per enllestir la construcció, de manera que Hrimthur no ho pogués complir. Per això, li donaren sis mesos de termini per enllestir la construcció. No obstant això, Hrimthur acceptà les condicions sempre que pogués fer ús del seu cavall Svadilfari. Per horror dels déus, semblava que Hrimthur podia complir la seva part del contracte, i tres dies abans del compliment del termini, només faltava construir una porta. A causa d'això, Loki va prendre la forma d'una euga i seduí el cavall Svadilfari, el qual realitzava la major part de la feina. D'aquesta unió en nasqué el cavall d'Odin, Sleipnir. Hrimthur no va poder complir el termini. Furiós per aquesta enganyifa dels déus mostrà la seva forma de Jötun i immediatament va rebre un cop de martell de Thor, el Mjollnir, cop que el matà.

## Els dotze palaus i els seus propietaris
1. Alfheim, palau de Freyr
2. Breidablick, palau de Bàlder
3. Folkvangr, palau de Freya, on es troba la sala Sessrumnir
4. Gladsheim, («Llar de la felicitat») Palau d'Odin, on s'encabeix el Valhalla
5. Glitnir, palau de Forseti
6. Himinbjörg, palau d'Heimdall
7. Nóatún, palau de Njord
8. Sökkwabeck, («Rierol de profunditat») Palau de Saga
9. Thrymheim, palau de Skadi
10. Valaskjalf, palau de Vali, on es troba el tron d'Odin, el Hlískjalf
11. Vidi, palau de Vidar
12. Ydalir, palau d'Ull

## Altres llocs importants
- Fensalir, palau de Frigg
- Vingolf, punt de reunió de totes les deesses de l'estirp dels Aesir.
- Idafeld, una farga.
- Bifröst, un pont (l'arc de Sant Martí), que uneix l'Asgard amb el Midgard.
- Landvidi (Terra blanca) llar de Vidar.
- La llar de Forseti, el Gran Jutge.

## Asgard al món contemporani
Per bé que el cristianisme va assajar erradicar la teologia nórdica, en arribar tard, vers l'any 1000, les històries i tradicions continuen viues al món escandinau. Els déus de l'Asgard també sobreviuen en els noms dels dies de la setmana de les llengües germàniques, com ara Friday (en anglès), vrijdag (en neerlandès) per divendres, dedicat a la deessa Frigg, esposa d'Odin, i patrona de l'amor. Entre moltes obres va inspirar la tetralogia Der Ring des Nibelungen de Richard Wagner. Encara avui Asgard inspira còmics i altres llibres literaris, com la trilogia Magnus Chase i els Déus d'Asgard de l'escriptor estatunidenc Rick Riordan traduïda al català per Jordi Cussà i Balaguer.